# یولیا ویکتوروفنا ایوانووا
یولیا ویکتوروفنا ایوانووا (به انگلیسی: Yuliya Viktorovna Ivanova) ژیمناست زادهٔ ۵ دسامبر ۱۹۷۷ میلادی اهل کشور روسیه است.